# Springfield Splendor
"Springfield Splendor" (no Brasil, "O Esplendor de Springfield") é o segundo episódio da vigésima nona temporada da série de animação norte-americana Os Simpsons, e o 620.º da série em geral. Foi transmitido nos Estados Unidos pela Fox em 8 de outubro de 2017, e no Brasil em 21 de maio de 2018 pelo Fox Channel. Este episódio é dedicado em memória de Tom Petty, que apareceu como convidado no episódio da décima quarta temporada "How I Spent My Strummer Vacation".

## Enredo
Depois que Lisa tem um sonho recorrente envolvendo os armários da Escola Primária de Springfield, Homer e Marge decidem procurar um terapeuta. Devido a Homer ter usado todas as suas sessões de aconselhamento cobertas pelo seguro por uma razão estúpida, eles a levam para ver um psiquiatra em treinamento na Universidade Comunitária de Springfield, onde os alunos praticam com as pessoas. Lá, Homer leva Bart para tomar banho como um cachorro enquanto Annette fala com Lisa, que lhe sugere arteterapia, para desenhar um dia típico em sua vida.
De volta em casa, Lisa está frustrada com seus maus desenhos, então Marge a ajuda a desenhar enquanto ela explica seus sentimentos. Lisa leva os desenhos para a Universidade, mas eles caem de sua mochila nos degraus que levam ao prédio. Kumiko, a esposa de Jeff Albertson (o Cara dos Quadrinhos), os encontra e os vende no Calabouço do Androide como um graphic novel chamado Garota Triste ("Sad Girl"). Lisa e Marge reclamam com Jeff e Kumiko; no entanto, quando elas veem que as pessoas estão comprando os livros, Lisa fica feliz e impede Kumiko de queimá-los. Com o sucesso das vendas, Marge e Lisa são encomendadas por Kumiko para produzir uma sequência.
Na Convenção Bimestral de Ficção Científica, Roz Chast dirige um painel de discussões dedicado a artistas femininas com a presença de Lisa e Marge, junto com Alison Bechdel e Marjane Satrapi, mas o público elogia Lisa e despreza Marge por não querer ouvi-la falar sobre seu trabalho de desenho. Quando Marge diz a Lisa que quer mais crédito, Lisa fica na defensiva e elas discutem. No meio da discussão, Homer interrompe e as apresenta a um extravagante diretor de teatro chamado Guthrie Frenel, que deseja realizar uma peça teatral na Broadway baseada nos livros.
A peça desenvolvida por Guthrie se concentra no trabalho artístico de Marge enquanto Lisa/Garota Triste é reduzida a um papel simbólico. Lisa fica chateada e fala com a terapeuta sobre isso, obtendo uma analogia sobre parentalidade inspirada no fato de que a terapeuta acabou de ter um bebê depois de um caso com seu orientador da faculdade. Na estreia da peça de Frenel, Marge finalmente percebe que a obra é terrível e também um insulto a Lisa, e se sente mal por isso. Ela desenha o rosto de Lisa em um holofote e o ilumina no palco, enfurecendo Guthrie, o que causa uma reação em cadeia do público presente, que arruína o espetáculo.
No restaurante Sardi's de Springfield, Guthrie checa as críticas ao desastre, enquanto Bart desenha bigodes em fotos de caricaturas. Durante os créditos finais, Marge apresenta a Maggie seu quadrinho "As Aventuras da Mãe da Garota Triste", onde todos dançam no final. Marge ainda acha que a história é boa, mas Maggie fica decepcionada.

## Produção
O episódio estava previsto para ser a estreia da vigésima nona temporada, no entanto, "The Serfsons" tomou seu lugar e o episódio foi ao ar na semana seguinte. Em 12 de outubro, Matt Selman publicou no Twitter um vídeo de uma cena de abertura deletada do episódio. A cena mostra um sonho na cabeça de Homer, onde ele está em um programa chamado "Dream Date". Ele tem três mulheres para escolher; a simpática aeromoça que piscou para ele há 23 anos, a Mulher-Hulk ou a sexy garrafa de ketchup do comercial que ele gosta. Homer escolhe a garrafa de ketchup, mas a Mulher-Hulk a despedaça. Homer e a Mulher-Hulk então saem em um encontro, usando a garrafa quebrada de ketchup para mergulhar a comida.

## Recepção
Dennis Perkins, do The A.V. Club, deu ao episódio uma classificação B+ (mais), afirmando: "A jornada de 'Springfield Splendor' tem muito ao longo do caminho para animar os olhos e ouvidos da audiência cansada de Os Simspons. A trama, em que Lisa e Marge se unem para contar a história de vida miserável de Lisa como uma graphic novel estilo American Splendor, permite um estilo visual impressionante nas cenas em que os lápis de Marge estão animados para ilustrar sua visão cômica. Acompanhadas por uma trilha sonora melancólica de jazz (como em qualquer narrativa real de Lisa), essas sequências têm vida própria que sugere o quão bem a equipe mãe-filha capturou o que está acontecendo na cabeça de Lisa todo maldito dia nos corredores da Escola Primária de Springfield. A mistura encantadora e evocativa de interno e externo das sequências é impressionante sem ser chamativa, menos um truque do que uma expansão das capacidades do show. São súper."
"Springfield Splendor" registrou 2.2 pontos de audiência bruta com um share de 8 e foi assistido por 5,37 milhões de pessoas nos Estados Unidos, sendo o programa da Fox de maior audiência naquela noite.